# 정양호
정양호(鄭凉鎬, 1961년 ~ )는 대한민국의 제33대 조달청장을 지낸 공무원이다. 경상북도 안동시 출생이다.

## 학력
- 안동고등학교 졸업
- 서울대학교 경제학과 졸업
- 서울대학교 행정대학원 졸업
- 서던일리노이 대학교 대학원 경제학 박사

## 경력
- 1984년 제28회 행정고시 합격
- 대통령비서실 경제보좌관실 행정관
- 2008년 3월 국가경쟁력강화위원회
- 2010년 3월 지식경제부 전기위원회 사무국장
- 2011년 3월 지식경제부 산업기술정책관
- 2012년 7월 지식경제부 기후변화에너지자원 개발정책관
- 2013년 ~ 2014년 9월 새누리당 산업통상자원위원회 수석전문위원
- 2014년 9월 ~ 2016년 2월 산업통상자원부 에너지자원실 실장
- 2016년 2월 ~ 2017년 7월 제33대 조달청 청장
- 2019년 3월 ~ 2022년 9월 제4대 한국산업기술평가관리원 원장
- 2023년 5월 ~ 현재 한국산업기술보호협회장